# Joseph Petzoldt
Joseph Petzoldt, född den 4 november 1862 i Altenburg, död den 1 augusti 1929 i Spandau, var en tysk filosof.
Petzoldt, som 1904 blev docent vid tekniska högskolan i Berlin och senare titulärprofessor, var anhängare av Richard Avenarius. Han författade bland annat Einführung in die Philosophie der reinen Erfahrung (1900-04) och Das Weltproblem vom Standpunkt des relativistischen Positivismus aus (1906; 2:a upplagan 1912).